# Sylvain Arend
Sylvain Julien Victor Arend (Robelmont, Província de Luxemburg, 6 d'agost de 1902–18 de febrer de 1992) va ser un astrònom belga, el principal camp del qual d'interès era l'astrometria. Va treballar al Reial Observatori de Bèlgica, a Uccle.
Va estudiar a la Universitat Lliure de Brussel·les, on es va doctorar en Ciències Físiques i Matemàtiques. Començà a treballar al Reial observatori de Bèlgica en 1928, i va estar vinculat a aquesta institució, de la que hi va ser director del Departament d'Astrometria i Mecànica Celeste, fins al 1967.
Es va interessar principalment per l'astrometria i la fotografia astromètrica.
Va descobrir una nova, Nova Scuti 1952 i de tres estels: els cometes periòdics 49P/Arend-Rigaux i 50P/Arend i, juntament amb Georges Roland, el cometa Arend-Roland. Va descobrir o copartícip del descobriment també diversos estels variables i al voltant de 50 asteroides, entre els quals destaquen l'asteroide (1221) Amor, el (1916) Boreas i l'asteroide troyà (1583) Antilochus. Va ser també el descobridor de (1652) Hergé, anomenat així per Hergé, el creador de Les aventures de Tintín, i de (1640) Nemo, en homenatge al capità Nemo, personatge creat per Jules Verne. L'asteroide (1563) Noël va ser així denominat pel seu fill, Emanuel Arend. Va treballar també intensament, en col·laboració amb observatoris nord-americans, en la recerca sobre estels binaris.